# 专业教学论
专业教学论是基于某一专业的教育教学理论，包括了专业科学与教育科学两个方面内容，其理论与实践的注意力指向专业教学的情境、目标和条件，它涉及那些既不能由教育学也不能由专业科学单独解决的新问题，涵盖了与专业教学有关的所有问题。